# قائمة مساجد الصين
المساجد في الصين (بالصينية: 中国清真寺) تُعتبر الصين من أوائل البلدان التي دخل إليها الإسلام أيام الفتوحات الإسلامية. وبعد أن مضى على انتشاره فيها أكثر من 1300 سنة، أصبح عقيدة مشتركة لدى عشر أقليات قومية هي: الخوي والإويغور والكزخ والقرغيز والتتار والأوزبك والطاجيك ودونغشيانغ والسالار والباوان. ويبلغ عدد أبناء هذه القوميات المسلمة 18~ 25 مليون نسمة إلا أنه لا يمكن الجزم بالعدد الفعلي للمسلمين في الصين.بنى المسلمون الصينيون الذين يتشكلون من قوميات وعرقيات مختلفة، كثيرًا من المساجد بمختلف المقاطعات الصينية، ولا تخلو الآن أي عاصمة مقاطعة صينية من مسجد أو أكثر، يبلغ عدد المساجد في الصين حسب إحصائية عام 1436هـ/2014، حوالي 39 ألف مسجد، بعضها ذا تاريخ عريق يعتبر من فرائد الآثار التاريخية في الصين.

## أول مسجد في الصين

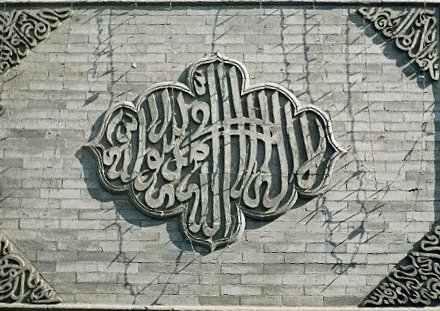
نقش للشهاداتين بخط عربي صيني على أحد حوائط مسجد شيان

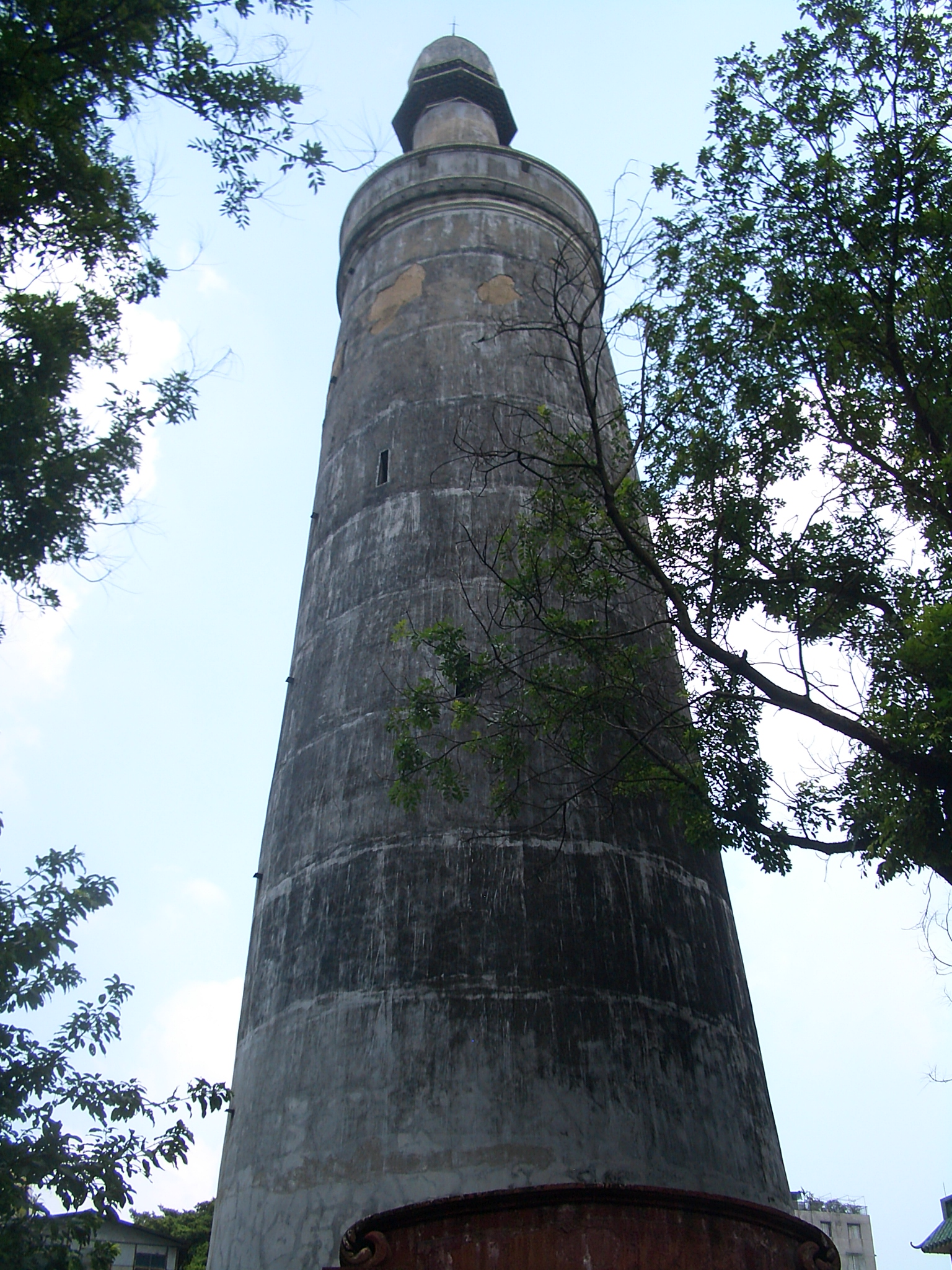
منارة مسجد هوايشنغ

هناك خلاف بشأن أول مسجد بني في الصين بعض الأقوال تشير أنه الجامع الكبير في مدينة شيان، خاصة أن شيان كانت عاصمة الصين في عهد أسرة تانغ، واستضافت أول سفارة إسلامية من عثمان بن عفان في يوم 2 صفر عام 31هـ الموافق 25 أغسطس 651 بينما هناك قول آخر أن مسجد مسجد هوايشينغ الذي يعني -الحنين إلى النبي- بمدينة غوانزو هو أول مسجد في الصين نظرًا لأن ميناء غوانزو كان شهيرًا ويتوافد عليه التجار العرب والفرس من زمن بعيد.

## كلمة مسجد في اللغة الصينية
كان للمسجد في اللغة الصينية عدة أسماء لكن بداً من أواسط القرن الثالث عشر الميلادي استقر الاسم على چِنْگ جَنْ سْ (بالصينية:清真寺)، ولفظة چِنْگ جَنْ معناه الحق الواضح أو الصحيح النظيف ولفظة سْ معناها معبد في اللغة الصينية وهي بالأصل كلمة مستعارة من البوذيين الصينيين فيكون المعنى الحرفي معبد الحق الواضح.
كان الصينيون في أواخر عهد أسرة تانغ وأوائل أسرة سونغ يسمون المسجد لي تانگ (بالصينية:礼堂) ومعناها قاعة الاجتماع، ثم أطلقوا عليه اسم لي باي س (بالصينية: 礼拜寺) الذي يعني قاعة الصلاة، وأخيرًا استقروا على التسمية الحالية چِنْگ جَنْ سْ.

## العرقيات الإسلامية التي ساهمت ببناء المساجد
في الصين العديد من المسلمين لكنهم من عرقيات مختلفة يبلغ عدد أبناء هذه القوميات المسلمة أكثر من 24 مليون نسمة، يتوزعون في محافظات عدة أبرزها: نينغشيا وشينجيانغ قانسو وتشينغهاي، كما ينتشرون في مدن وقرى في سائر المقاطعات والبلديات والمناطق الذاتية الحكم الأخرى بما فيها مقاطعة تايوان وهونغ كونغ وماكاو.
والعرقيات الإسلامية الصينية عشرة هي كالتالي:-
1. الخوي
2. الأيغور
3. الكزخ
4. القرغيز
5. التتار
6. الأوزبك
7. الطاجيك
8. الدونغشيانغ
9. السالار
10. الباوان

العرقيات العشر كلهم مسلمون، لكن فليٌعلم أن هناك مسلمين من غيرهم مثل مسلمي التبت والمسلمين الآخرين الذين من الهان.

## نمط العمارة المستخدم في المساجد الصينية

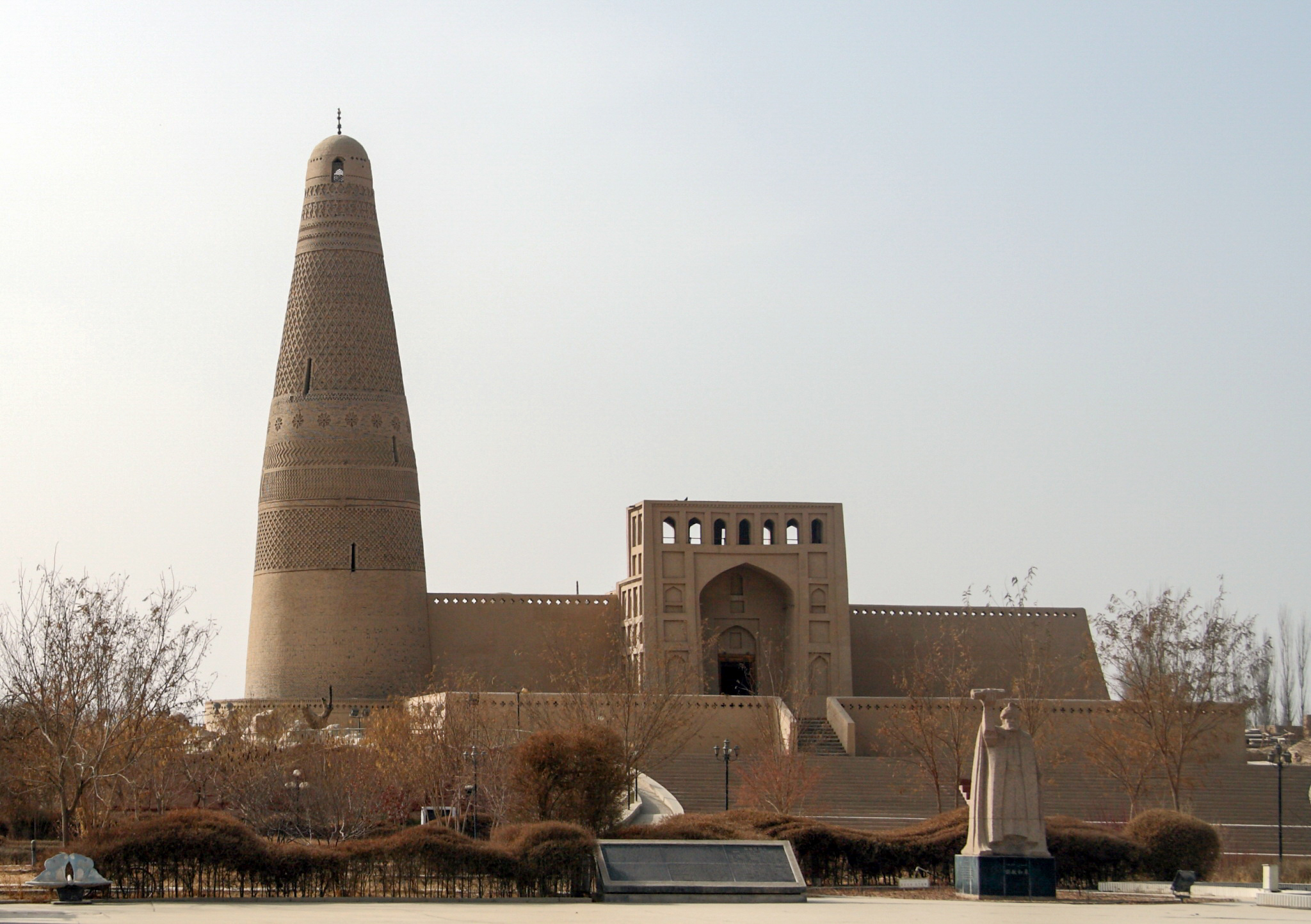
مئذنة أمين تعد أطول مئذنة في الصين

غالب المساجد الصينية بنيت على نمط العمارة الصيني بالإضافة لبعض النقوش والزخارف بالخط العربي الصيني، وبعضها خالط بين الأسلوب العربي والصيني وقليل منها بُني على طراز عربي خالص ويشمل ذلك بعض المساجد في نينيغشيا التي بنيت على طراز مملوكي ومسجد شنزن الذي بني على طراز عربي حديث، وهناك أيضًا طراز آخر وهو الطراز الإسلامي الإيغوري ومثال ذلك مئذنة أمين في توربان التي تُعد أطول مئذنة في الصين.

## المساجد في عصر الثورة الثقافية
عندما أعلن ماو تسي تونغ الثورة الثقافية (1966-1976) (بالصينية:文化大革命)، هُدمت أغلب المساجد والقليل منها تحول إلى معالف ومخازن ومعامل لصهر الحديد ولم ينج من التدمير والعبث إلا القليل القليل، إلا أنه وبعد انكشاف غمة الثورة الثقافية وسقوط عصابة الأربعة سرعان مارجعت المساجد لأصحابها، وساهم المسلمون بالدعم الخارجي والداخلي بإعادة بعض منها وساهمت الحكومة الصينية ببناء بعضها خاصة ذات القيمة التاريخية.

## أهم المساجد في الصين

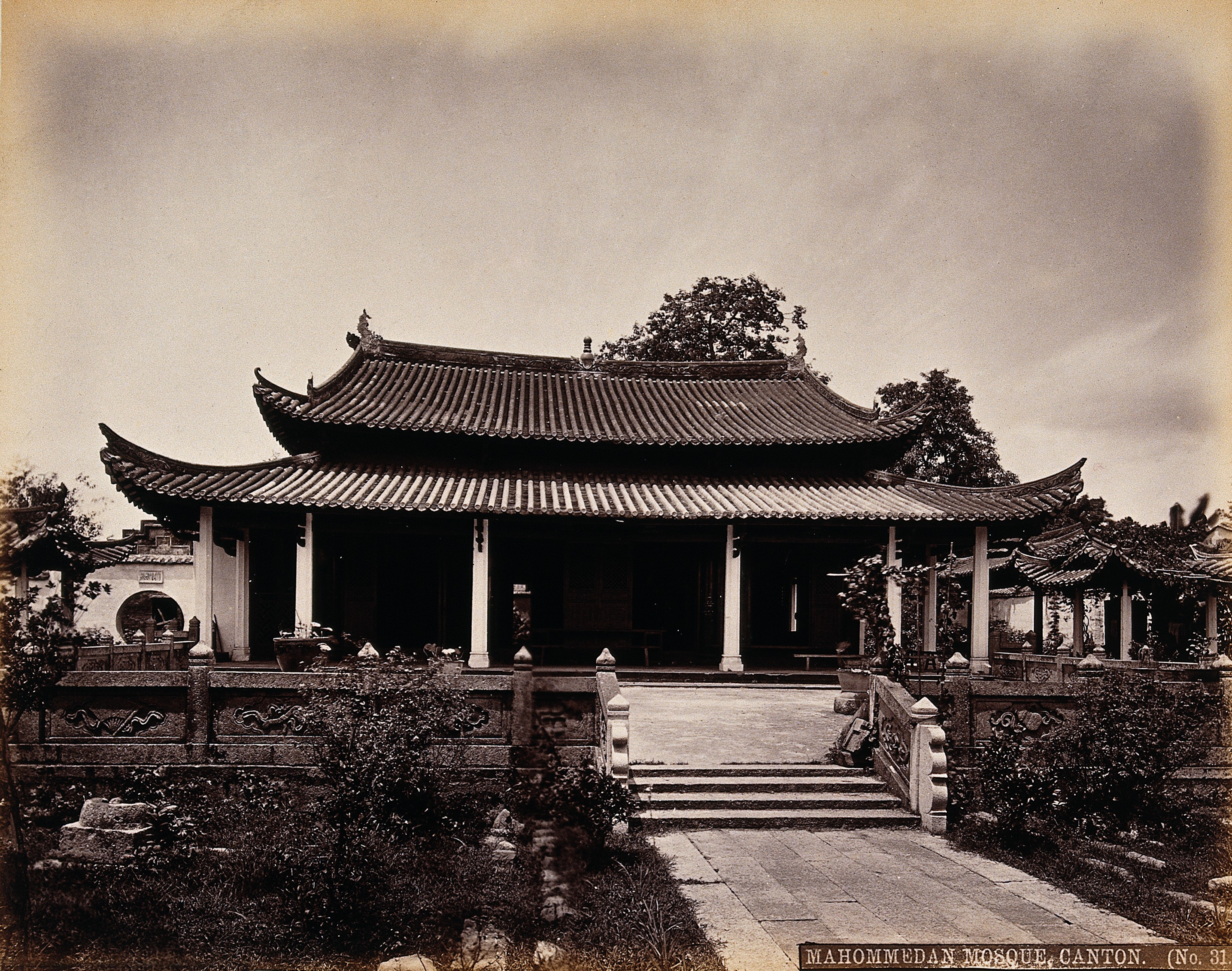
مدخل مسجد هواشينغ، م

هناك العديد من المساجد المهمة لكن أبرز المساجد الصينية التريخية هي كالتالي:
- مسجد نيوجيه: من أهم المساجد في الصين والأهم في بكين ومعنى اسمه مسجد شارع البقر لأن المسلمين كانوا يتفردون بذبح البقر عكس بقية الصينيين الذين يذبحون الخنازير.
- مسجد سونغجيانغ في شانغهاي: من المساجد القديمة عمره فوق 600 سنة.
- مسجد حديقة الخوخ في شانغهاي: كان هذا المسجد إلى وقت قريب مقر بعثات الحج للحجيج الصينيين الذاهبين إلى السعودية.
- مسجد العنقاء بمدينة خانجو: كان الذاهب من غوانزو لبكين لابد أن يمر به، وقد مر به ابن بطوطة وقابل تاجرا مصريا ساهم في بناءه.[6]
- مسجد شيان: يعد من أقدم المساجد خاصة أنه في شيان العاصمة القديمة للصين.
- مسجد هواشينغ: يقع في غوانزو يعد أيضًا من المساجد القديمة وفي أطرافه قبور لعرب ومسلمين بتواريخ قديمة.

### جدول بأهم المساجد في كل مقاطعة صينية
في هذا الجدول 66 من أهم المساجد وبإمكانك الضغط على اسم كل مسجد لتقرأ نبذة عنه وعن تاريخه
| المقاطعة         | المسجد                                                                                              | صورة لأبرز مسجد في المقاطعة |
| ---------------- | --------------------------------------------------------------------------------------------------- | --------------------------- |
| بكين             | - مسجد دونقساي - مسجد فا يوان - مسجد خاي ديان - مسجد ما ديان - مسجد ناندويا - مسجد نيوجيه           |                             |
| شانغهاي          | - مسجد فويو - مسجد خوشي - مسجد جيانغ وان - مسجد بودونج - مسجد سونغجيانغ - مسجد حديقة الخوخ          |                             |
| فوجيان           | - مسجد فوزهو - مسجد الأصحاب                                                                         |                             |
| قانسو            | - مسجد دونهوانغ - جامع هواجيويه - المسجد الملون - مسجد لاوهوا - مسجد شيغوان                         |                             |
| غوانغدونغ        | - مسجد هوايشينغ - جامع شنزن - مسجد الحكماء - مسجد شياو دونغ ين                                      |                             |
| هيلونغجيانغ      | - مسجد بوكوي - مسجد الداواي                                                                         |                             |
| خنان             | - مسجد شياو لو - مسجد بيدا                                                                          |                             |
| خوبي             | - مسجد شارع تشي إي                                                                                  |                             |
| خونان            | - مسجد تشانغشا                                                                                      |                             |
| منغوليا الداخلية | - جامع خو خا خاوتا                                                                                  |                             |
| جيانغسو          | - مسجد ساو شياو - مسجد تشانغتشو - مسجد نانجينغ - مسجد جيجاوينغ - مسجد شان شيانغ - مسجد ووشي         |                             |
| لياونينغ         | - مسجد داليان                                                                                       |                             |
| شنشي             | - مسجد شيان                                                                                         |                             |
| شاندونغ          | - مسجد جنوب جينان الكبير - مسجد تشيوفو                                                              |                             |
| شانشي            | - مسجد تاي يوان القديم                                                                              |                             |
| سيتشوان          | - مسجد تشنغدو هوانغتشنغ - مسجد جبل العنقاء                                                          |                             |
| تشينغهاي         | - مسجد دونغوان                                                                                      |                             |
| يونان            | - مسجد شاديان - مسجد ناجياينغ - مسجد توغو                                                           |                             |
| جيجيانغ          | - مسجد العنقاء - جامع خانجو الجديد - مسجد يو ويهو                                                   |                             |
| قوانغشي          | - مسجد شارع تشونغشان - مسجد نانينغ                                                                  |                             |
| نينغشيا          | - مسجد داسي الكبير - مسجد تونغشين الكبير - جامع ويجو - جامع ناجياهو                                 |                             |
| التبت            | - مسجد لاسا الكبير                                                                                  |                             |
| سنجان            | - مسجد التين - مسجد عيد غا - مسجد خوتان                                                             |                             |
| هونغ كونغ        | - مسجد عمار - مسجد شاي وان - مسجد إبراهيم - جامع مساجد - مسجد كاولون والمركز الإسلامي - مسجد ستانلي |                             |
| ماكاو            | - مسجد ماكاو                                                                                        |                             |

## صور لبعض المساجد الصينية الأخرى

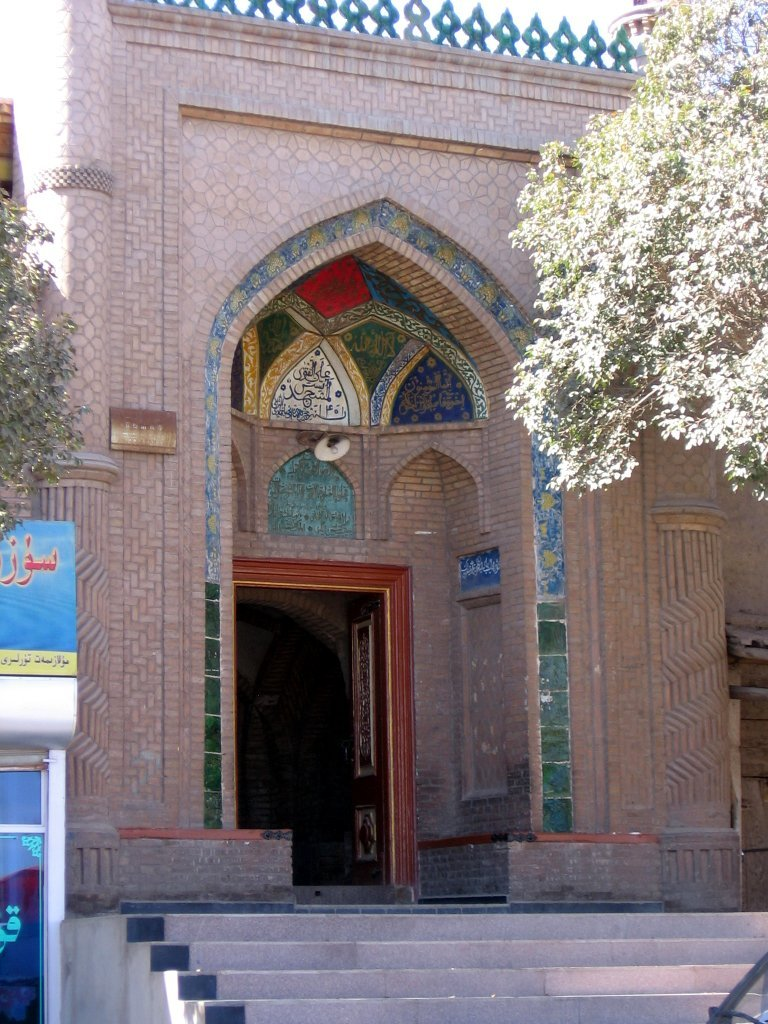
مسجد في كاشغر
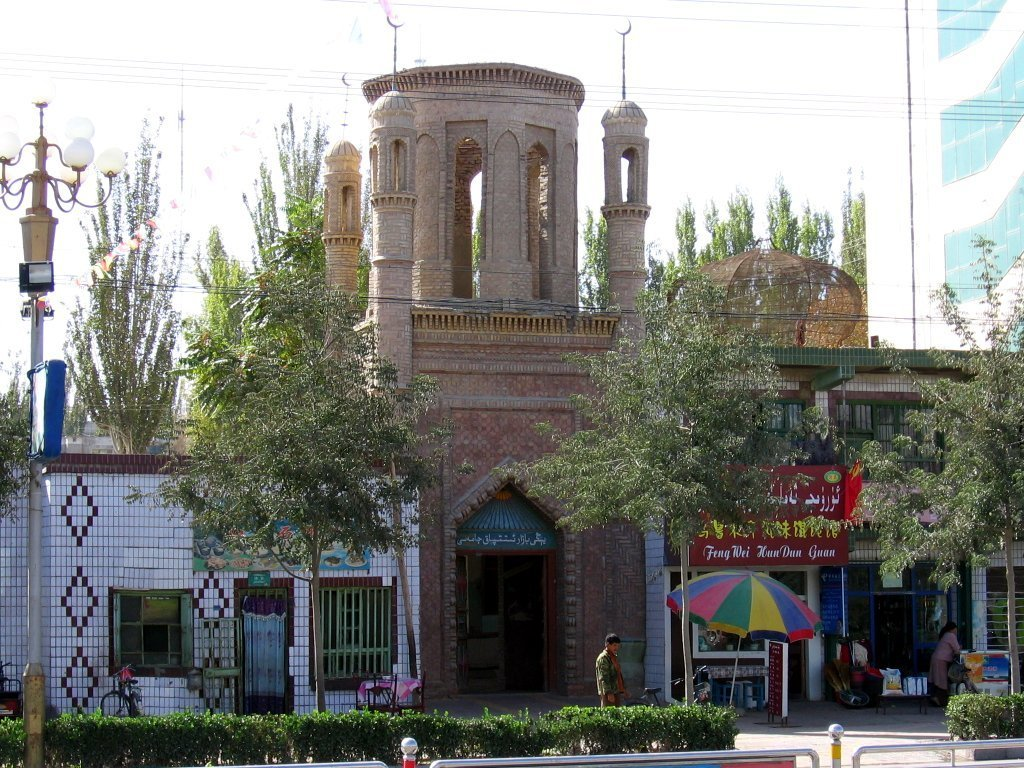
مسجد في خوتان في إقليم شينجيانغ
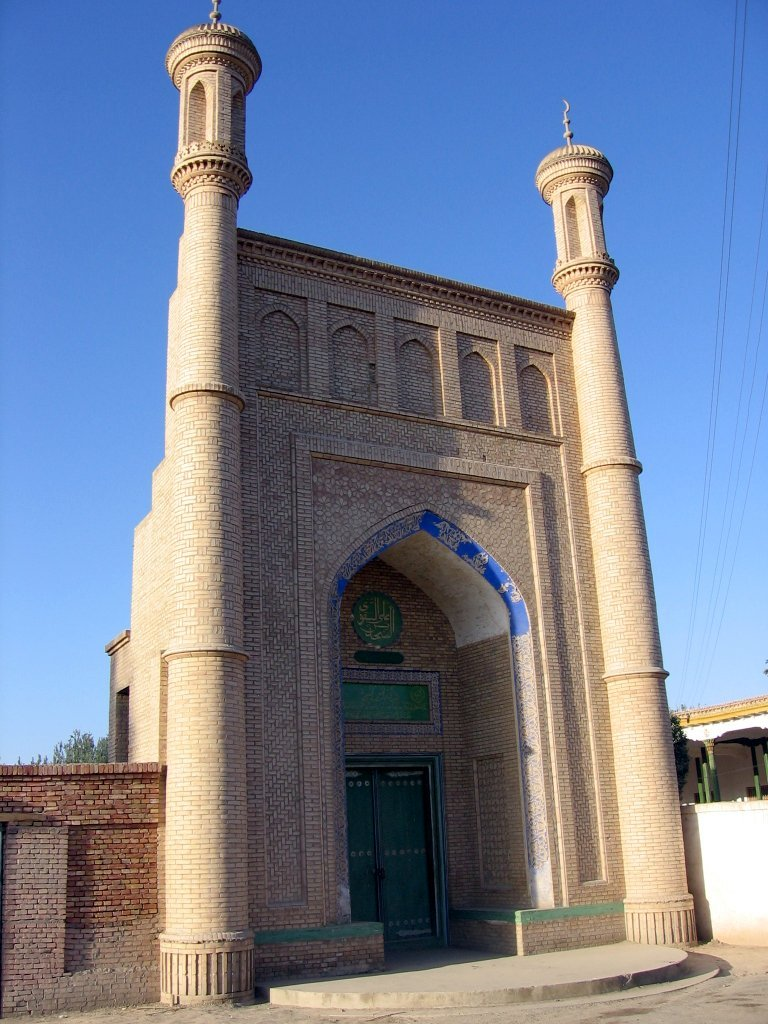
مسجد أوبال
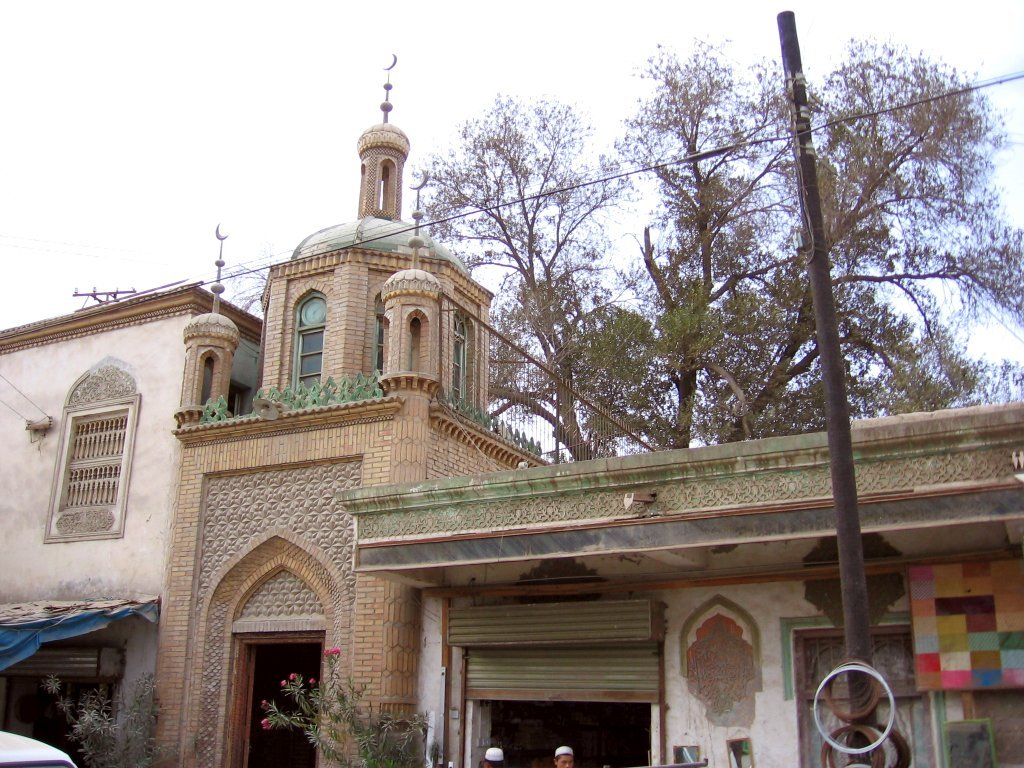
مسجد في يرقند التابعة لسنجان
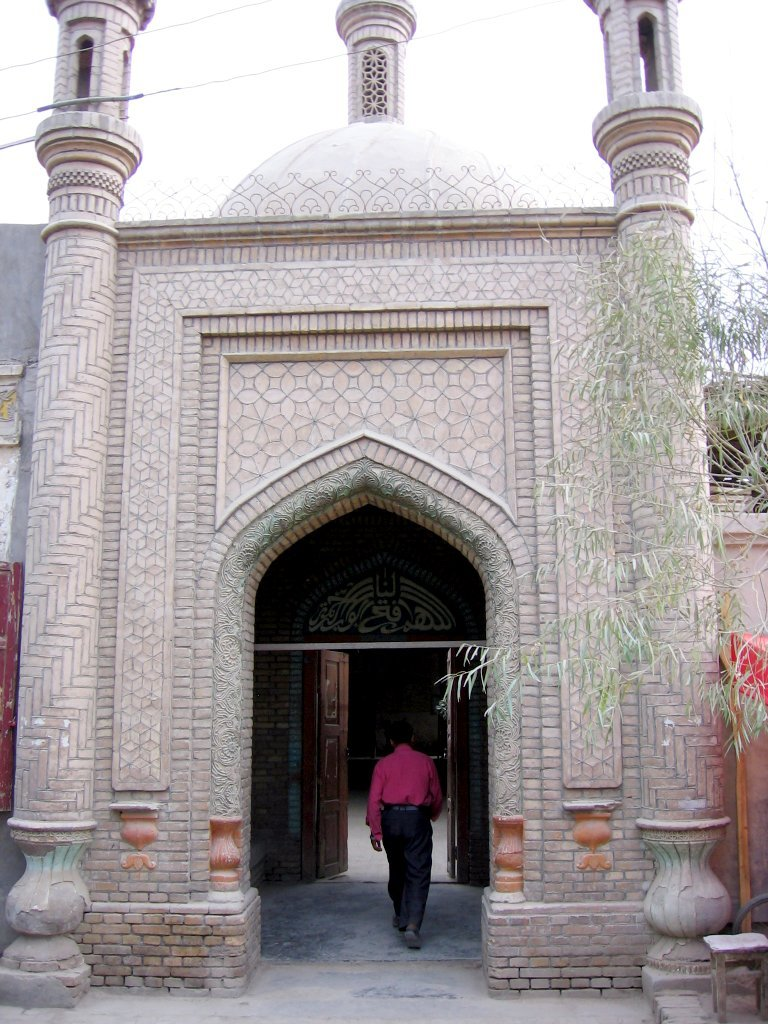
مسجد آخر في يرقند التابعة لسنجان
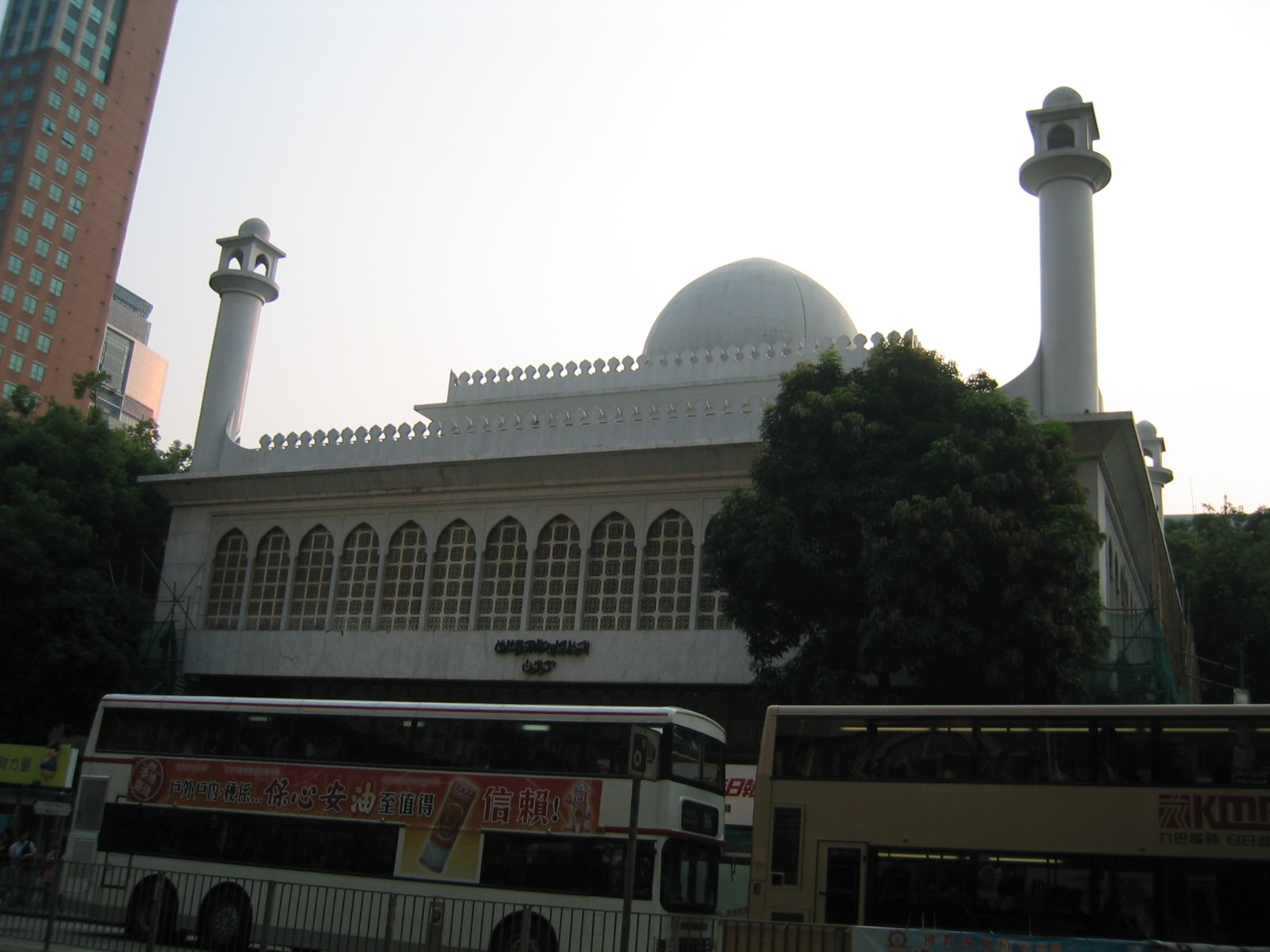
مسجد كاولون في هونغ كونغ
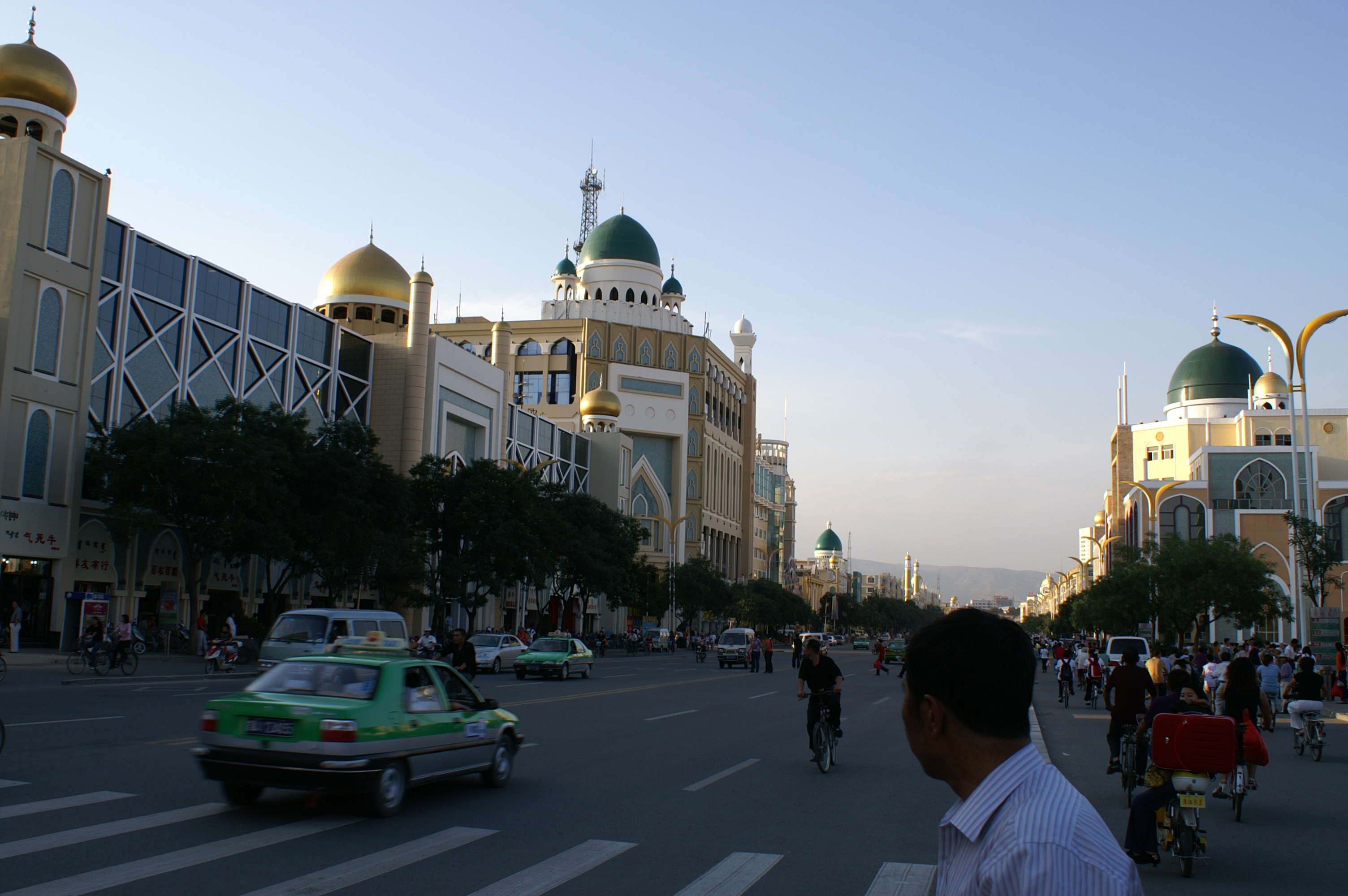
شارع في هوهوت يتضمن عدداً من المساجد
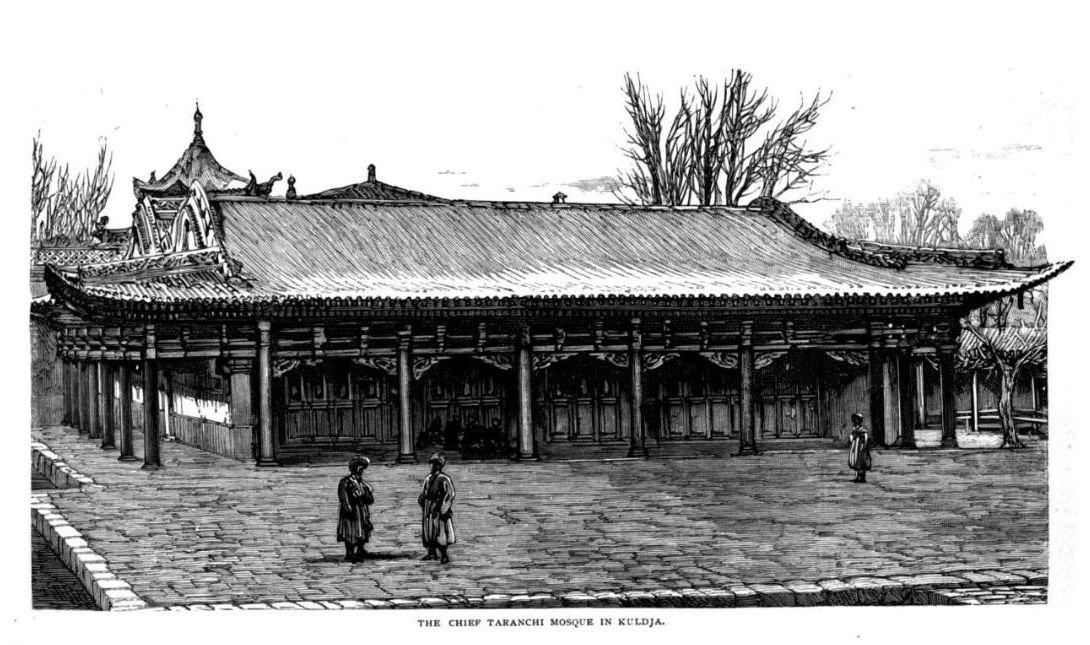
مسجد تارانتشي، في ينينغ عام 1882
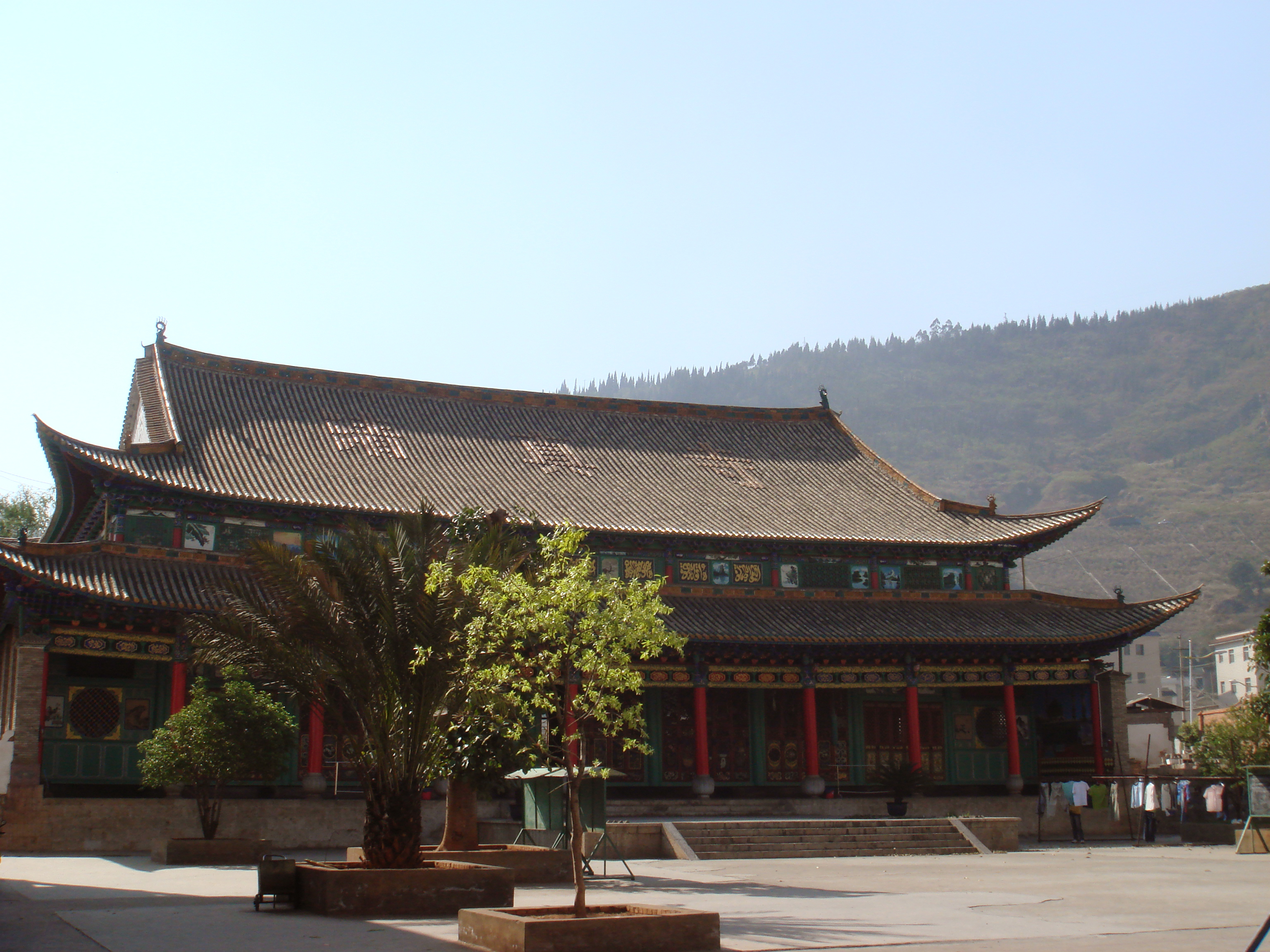
مسجد غوتشينغ، يونان
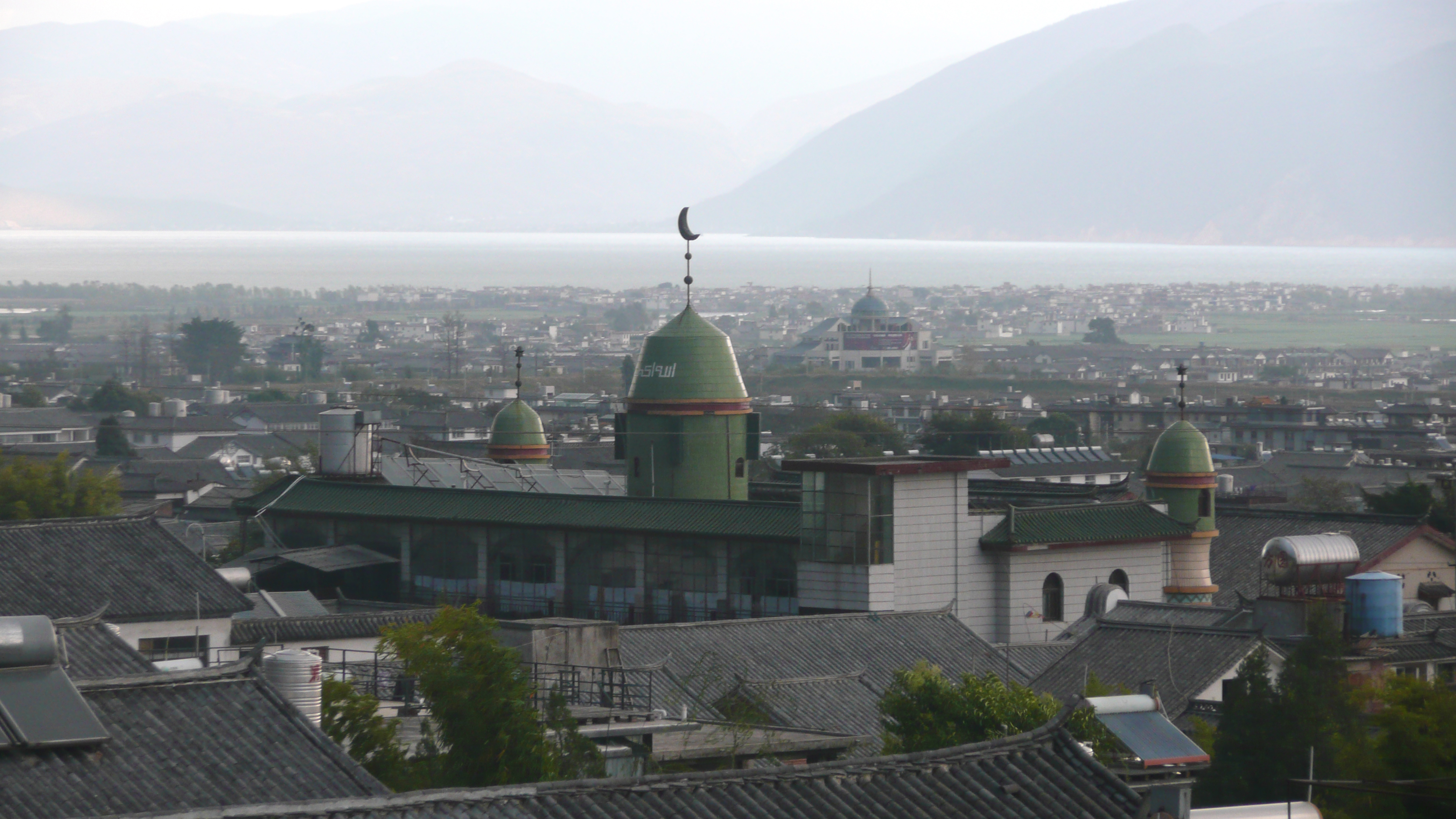
مسجد في مدينة دالي التابعة لمقاطعة يونان
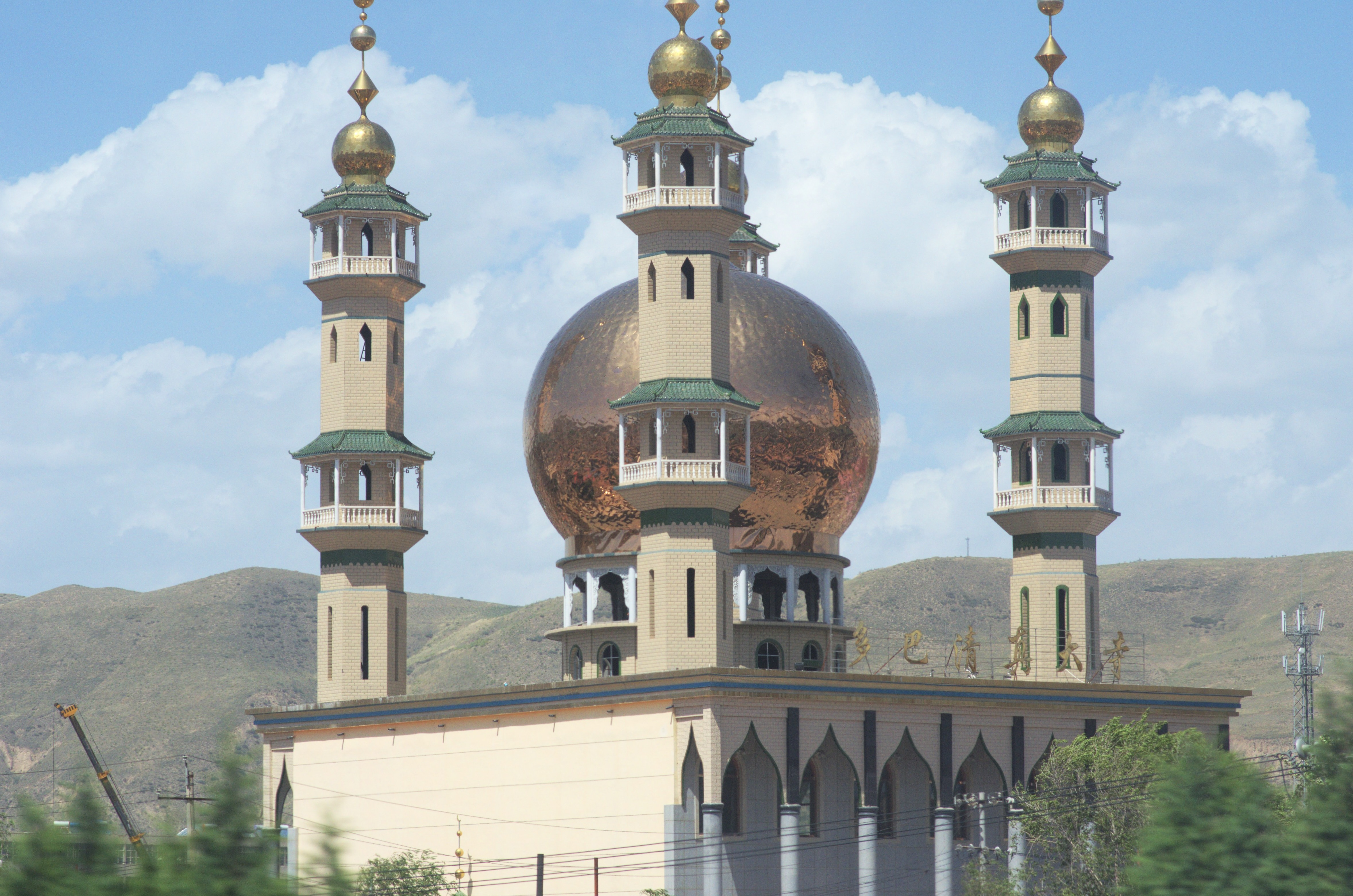
مسجد دوبا الكبير، شينينغ
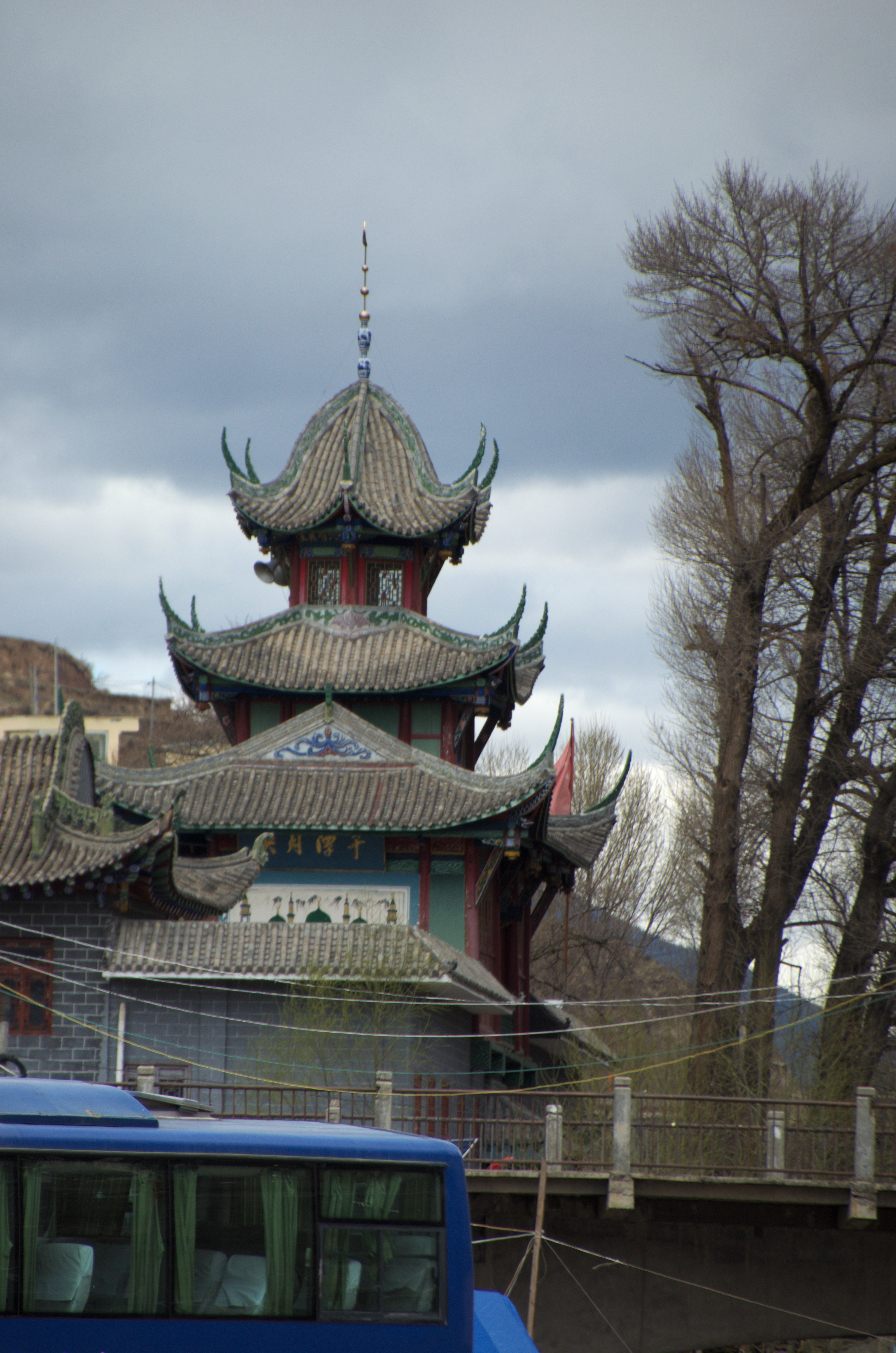
مسجد سونغبان الشمالي الواقع في سونغبان التابعة لسيتشوان
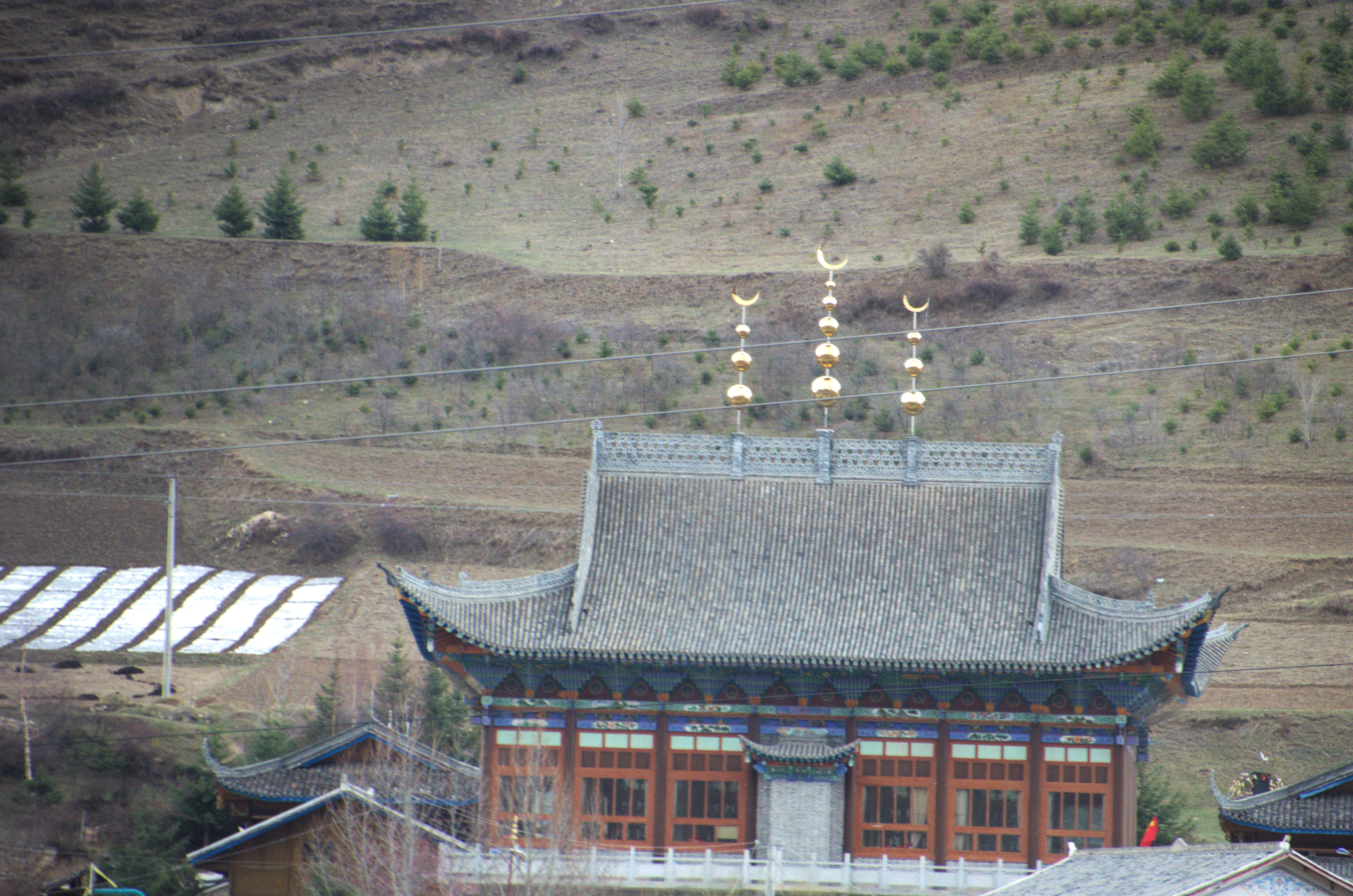
مسجد يوسوتون في سونغبان التابعة لسيتشوان